# (36575) 2000 QH123
2000 QH123 (asteroide 36575) é um asteroide da cintura principal. Possui uma excentricidade de 0.23432250 e uma inclinação de 6.97746º.
Este asteroide foi descoberto no dia 25 de agosto de 2000 por LINEAR em Socorro.